# Pierwsze oblężenie Carlisle
Pierwsze oblężenie Carlisle – oblężenie, które trwało w dniach 13–15 listopada 1745 podczas powstania jakobickiego 1745 roku. Zakończyło się ono zajęciem miasta i zamku przez stronników Młodego Pretendenta.
Po otrzymaniu informacji, że siły rządowe zbliżają się od strony Newcastle, Karol Edward Stuart pozostawił część swoich sił potrzebnych do oblężenia, a z resztą udał się na spotkanie wroga.
13 listopada pod Carlisle dotarły siły pod Jamesem Drummondem i George'em Murrayem, wysłane przez Młodego Pretendenta dla wzmocnienia oblężenia. Nowo przybyli rozlokowali się wokół miasta i zamku odcinając je od ewentualnych posiłków.
Pomimo że obrońcy otworzyli ogień, to jednak działający pod osłoną nocy Szkoci nie ponieśli żadnych strat, sami zaś przygotowali swoje działa i rozpoczęli ostrzał. Wymiana ognia, z przerwą na nocny odpoczynek, trwała do rana 14 listopada.
14 listopada odbyło się zebranie mieszkańców miasta, na którym zadecydowano o kapitulacji. Mieszkańcy byli już zmęczeni, gdyż od siedmiu dni pozostawali w pogotowiu, z powodu obecności Jakobitów pod Brampton. Delegacja miasta spotkała się z odmową, ponieważ Karol Edward Stuart domagał się jednoczesnej kapitulacji zamku.
Dowodzący załogą zamku pułkownik Durrand przystał na kapitulację, pod kilkoma warunkami:
- danie gwarancji zachowania wszelkiej własności przez mieszkańców i wszystkich przywilejów jakie posiadało miasto;
- garnizony miasta i zamku miały zostać zwolnione w zamian za przysięgę, że przez jeden rok nie wezmą udziału w walce przeciw Stuartom;
- wszelka broń, amunicja i konie zostaną oddane księciu Karolowi.

Akt kapitulacji został podpisany przez pułkownika Durranda i księcia Drummonda wieczorem 14 sierpnia.
15 listopada do miasta wkroczyły pierwsze oddziały Jakobitów z Drummondem na czele. Dowódca buntowników pogratulował obrońcom odwagi i proponował służbę u Młodego Pretendenta obiecując duże nagrody. Burmistrz miasta wraz z delegacją udał się do Brampton i oddał księciu Karolowi klucze miejskie. Zamek pozostał jednak nadal w ręku Brytyjczyków, którzy poddali się następnego dnia.
Kontynuując odwrót na północ, książę pozostawił niewielką załogę w postaci tzw. Regimentu Manchesterskiego, dla zabezpieczenia sobie powrotu wiosną 1746.